# Psophodidae
Az Psophodidae a madarak osztályának verébalakúak (Passeriformes) rendjébe tartozó család.

## Rendszerezés
A családba az alábbi nemek és fajok tartoznak:
- Eulacestoma – 1 faj
  - Eulacestoma nigropectus
- Androphobus – 1 faj
  - pápua füttymadár (Androphobus viridis)
- Psophodes